# Comté de DeSoto (Mississippi)
Pour les articles homonymes, voir Comté de DeSoto.
Le comté de DeSoto est situé à l'extrémité nord-ouest de l'État du Mississippi, aux États-Unis. Il comptait 185 314 habitants en 2020. Son siège est Hernando.